# Illerrieden

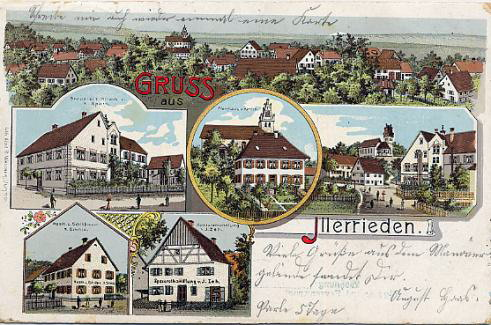
Illerrieden um 1900

Illerrieden ist eine Gemeinde im baden-württembergischen Alb-Donau-Kreis.

## Geografie

### Lage
Die Gemeinde Illerrieden liegt zirka 15 Kilometer südlich von Ulm und etwa 42 Kilometer nördlich von Memmingen an der Iller. Sie gehört unter regionalplanerischen Gesichtspunkten der Region Donau-Iller und naturräumlich Mittelschwaben an.

### Nachbargemeinden
Illerrieden grenzt im Norden an Illerkirchberg(Oberkirchberg), im Osten an Vöhringen, im Süden an Regglisweiler (Stadt Dietenheim) und im Westen an Schnürpflingen und Staig.

### Ortsteile
Zu Illerrieden gehören neben dem Zentrum die zwei Ortsteile Wangen und Dorndorf.

### Schutzgebiete
Der östliche Teil der Gemeindefläche wurde als Landschaftsschutzgebiet Illerrieden ausgewiesen. Daneben hat die Gemeinde Anteil am FFH-Gebiet Donau zwischen Munderkingen und Ulm und nördliche Iller.

### Bevölkerungsentwicklung
Es handelt sich um Einwohnerzahlen nach dem jeweiligen Gebietsstand bis 1970 und ohne die heute zugehörigen Ortsteile. Die Zahlen sind Volkszählungsergebnisse oder amtliche Fortschreibungen mit Archivierungen des LEO-BW Online-Informationssystems für Baden-Württemberg.
| Jahr      | 1852 | 1871 | 1880 | 1890 | 1900 | 1910 | 1925 | 1933 | 1939 | 1950 | 1956 | 1961 | 1970 |
| Einwohner | 399  | 377  | 402  | 417  | 441  | 480  | 529  | 549  | 581  | 782  | 914  | 1007 | 1287 |

## Geschichte

### Illerrieden bis 1945
Illerrieden wurde erstmals im Jahr 1291 urkundlich erwähnt. Von 1568 bis 1806 unterstand es dem Deutschen Ritterorden und war hierbei eine Exklave der Deutschordenskommende Altshausen innerhalb der Deutschordensballei Schwaben-Elsass-Burgund. Durch die Rheinbundakte vom 12. Juli 1806 kam der Ort zum Königreich Württemberg und war seither dem Oberamt Wiblingen zugeordnet, aus dem 1842 das Oberamt Laupheim hervorging. Bei der Kreisreform während der NS-Zeit in Württemberg gelangte der Ort 1938 zum Landkreis Ulm.

### Illerrieden seit 1945
1945 wurde das Gebiet Teil der Amerikanischen Besatzungszone und gehörte somit zum neu gegründeten Land Württemberg-Baden, das 1952 im jetzigen Bundesland Baden-Württemberg aufging.
Die heutige Gemeinde wurde am 1. März 1972 durch die Vereinigung der Gemeinden Illerrieden und Wangen neu gebildet. Bereits am 1. Januar 1971 wurde Dorndorf nach Illerrieden eingemeindet.
Seit der Kreisreform von 1973 ist die Gemeinde Teil des Alb-Donau-Kreises.

#### Wangen

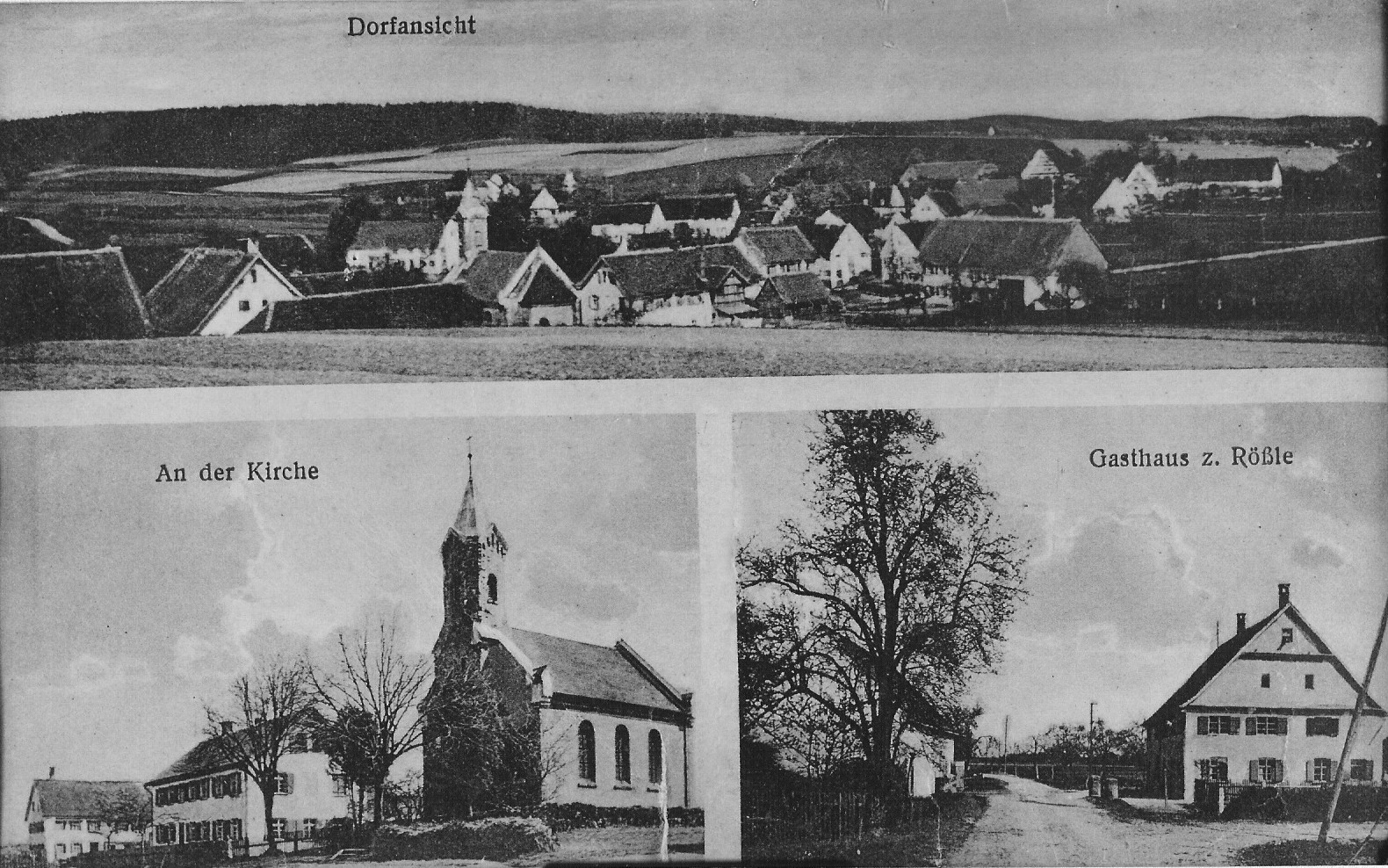
Ortsteil Wangen um 1935

## Politik

### Bürgermeister
| Amtszeit   | Name             |
| ---------- | ---------------- |
| 1849–1850  | Lorenz Hueter    |
| 1850–1894  | Remigius Vogt    |
| 1894–1919  | Karl Nothelfer   |
| 1919–1920  | Joseph Nothelfer |
| 1920–1945  | Nikolaus Stocker |
| 1945–1966  | Johannes Mock    |
| 1966–2004  | Franz Geisinger  |
| 2004-heute | Jens Kaiser      |

### Gemeindepartnerschaften
Seit 1986 besteht eine Partnerschaft mit Guignicourt, seit dem 1. Januar 2019 in der Commune nouvelle Villeneuve-sur-Aisne, im französischen Département Aisne.

## Sehenswürdigkeiten
- Die Katholische Kirche St. Agatha in Illerrieden wurde zwischen 1465 und 1466 erbaut. 1750 wurde das kleine Kirchenschiff durch den Deutschen Ritterorden abgetragen.  Im 19. Jahrhundert wurde die Kirche vom Pfarrer Michael Braig mit Kunstwerken ausgeschmückt. Er beschaffte einen neuen Altar, Kreuzwegstationen und die Kanzel an, die er teilweise selbst drechselte und schnitzte. 1895 wurde das Kirchenschiff um einige Meter verlängert und die Kirche bekam das heutige Aussehen. Im 20. Jahrhundert wurden weitere Renovierungsarbeiten durchgeführt.
- Die Katholische Heilig-Kreuz-Kirche in Illerrieden wurde nach fast 2-jähriger Bauzeit im Sommer 1972 von Weihbischof Georg Moser geweiht. Der Neubau war entstanden, weil die St.-Agatha-Kirche zu klein geworden war.
- Die Katholische Kirche zur hl. Dreifaltigkeit in Dorndorf wurde 1370 erbaut. Der heutige Glockenturm wurde früher als Wehrturm benutzt. 1705 wurde das Kirchenschiff angebaut und 1870 mit einer Empore verlängert. Die Kirche bekam 1871 eine Orgel. Weitere Renovierungsarbeiten wurden im 20. Jahrhundert durchgeführt. Zwischen 2009 und 2010 wurde die Kirche im Inneren saniert und es kam ein neuer Altar hinzu.
- Die Katholische Filialkapelle zum Heiligen Wendelinus in Wangen wurde 1770 an der Landesstraße erbaut. 1901 wurde sie abgerissen, im romanischen Stil wieder größer aufgebaut und am Wendelinustag 1904 eingeweiht. Im 20. Jahrhundert fanden umfangreiche Renovierungsmaßnahmen statt. Das Blechdach auf dem Turm wurde durch ein neues Ziegeldach ersetzt, der Backsteinbau wurde verputzt und gestrichen. Der Hochaltar wurde durch einen Altartisch ersetzt. Es folgten weitere Renovierungsarbeiten zwischen 2004 und 2009.

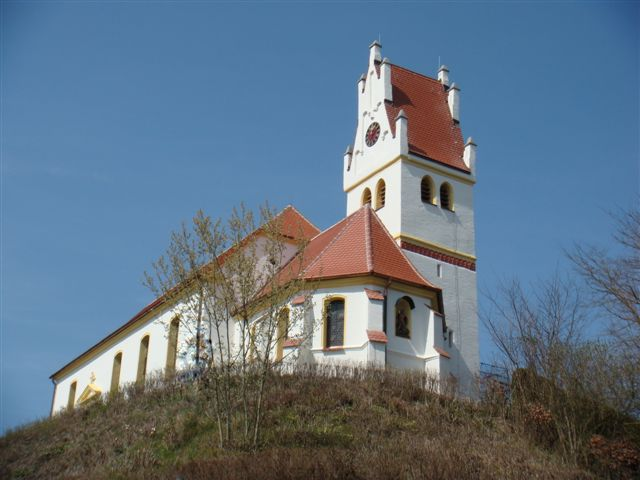
Die Kirche St.Agatha in Illerrieden
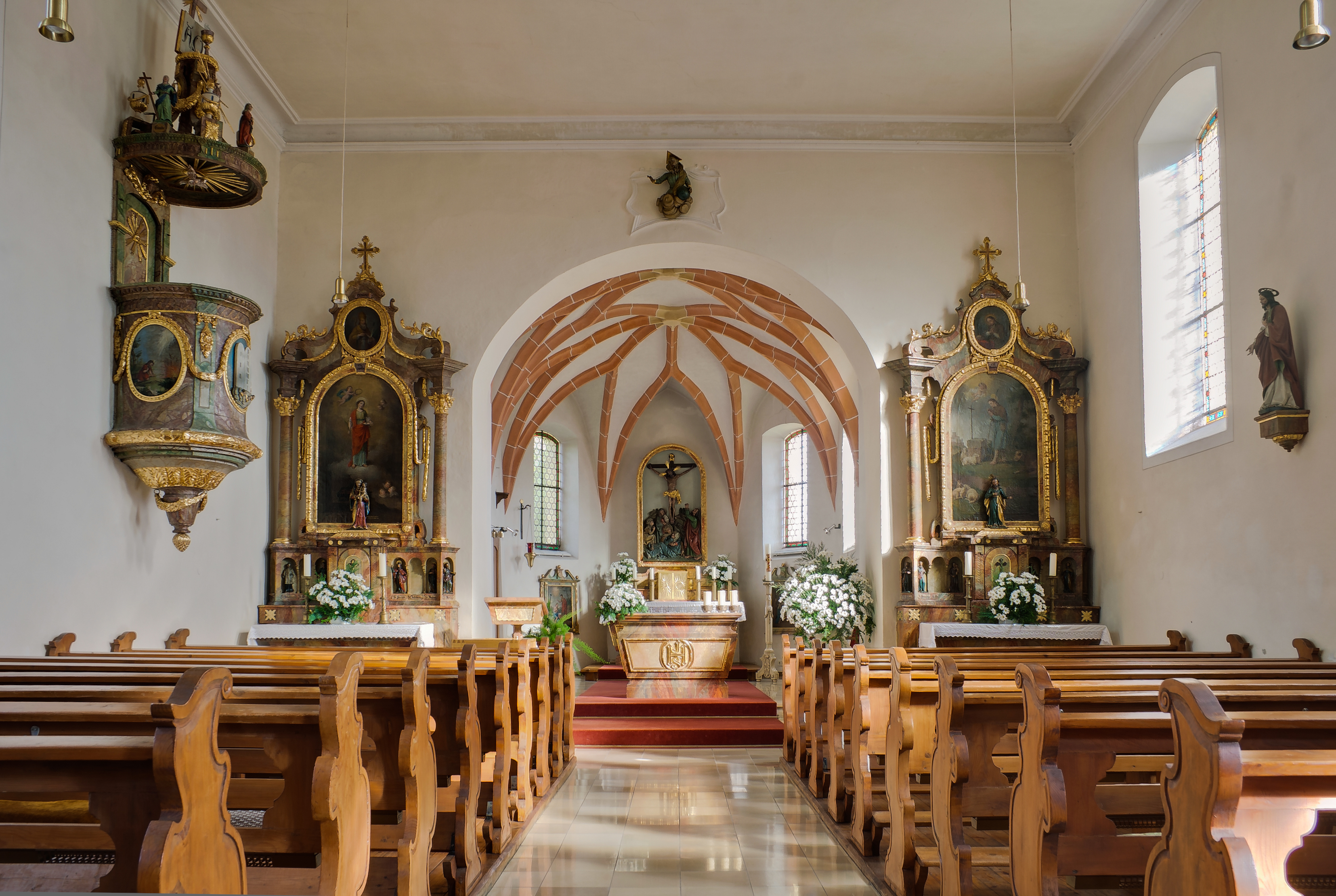
Blick zum Altar in der Kirche St. Agatha
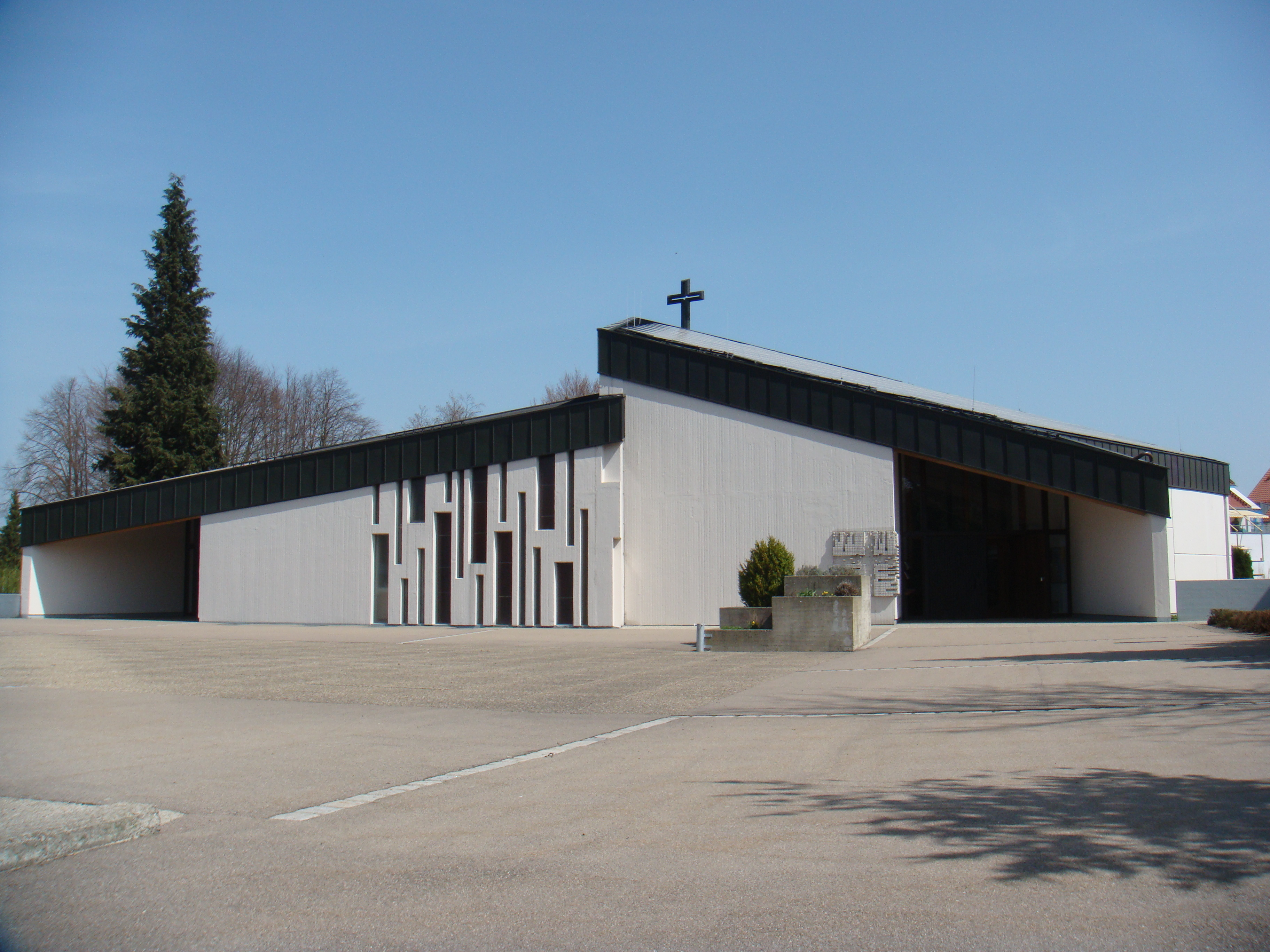
Die Heilig-Kreuz Kirche in Illerrieden
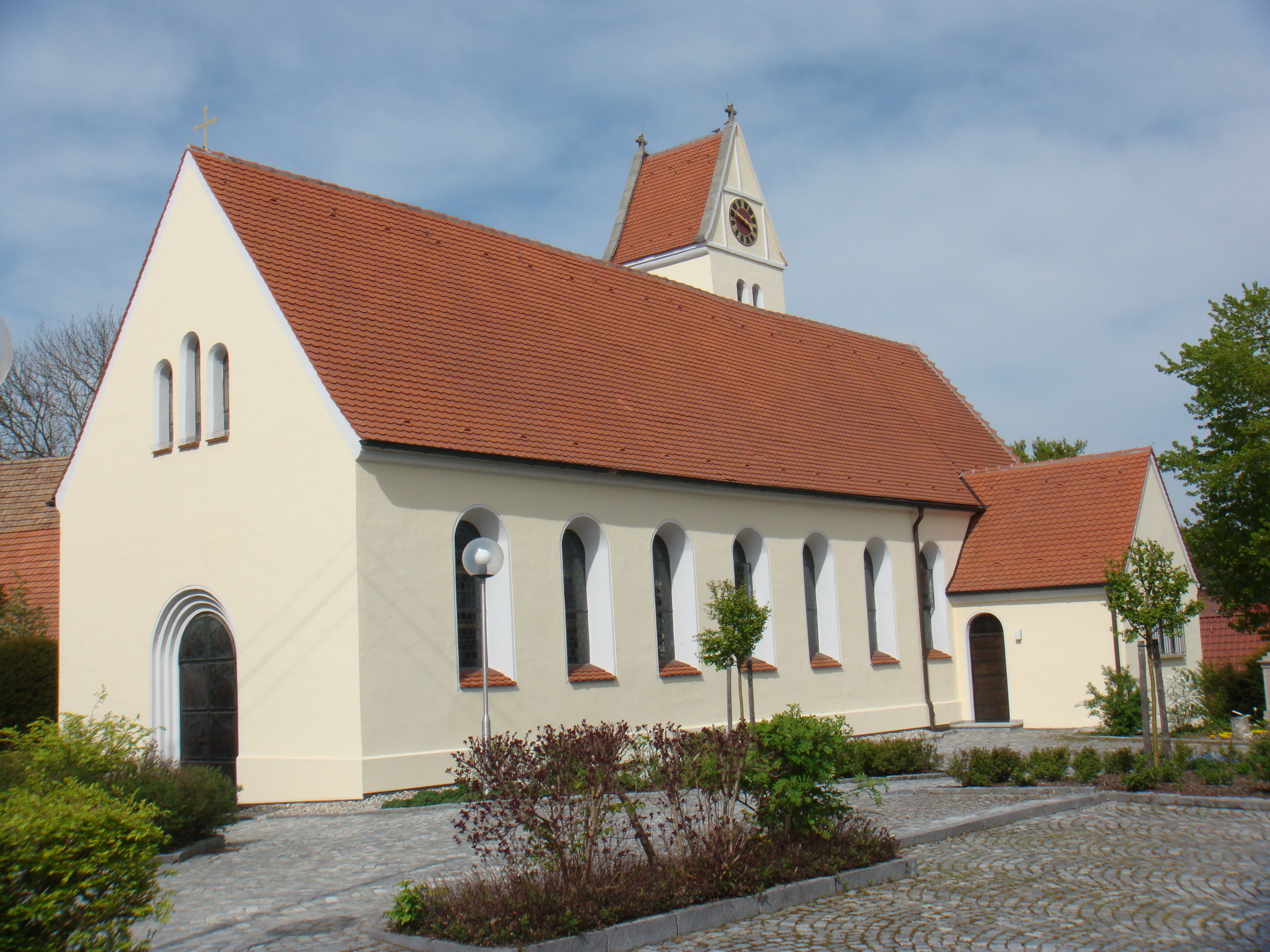
Kirche zur hl. Dreifaltigkeit im Ortsteil Dorndorf
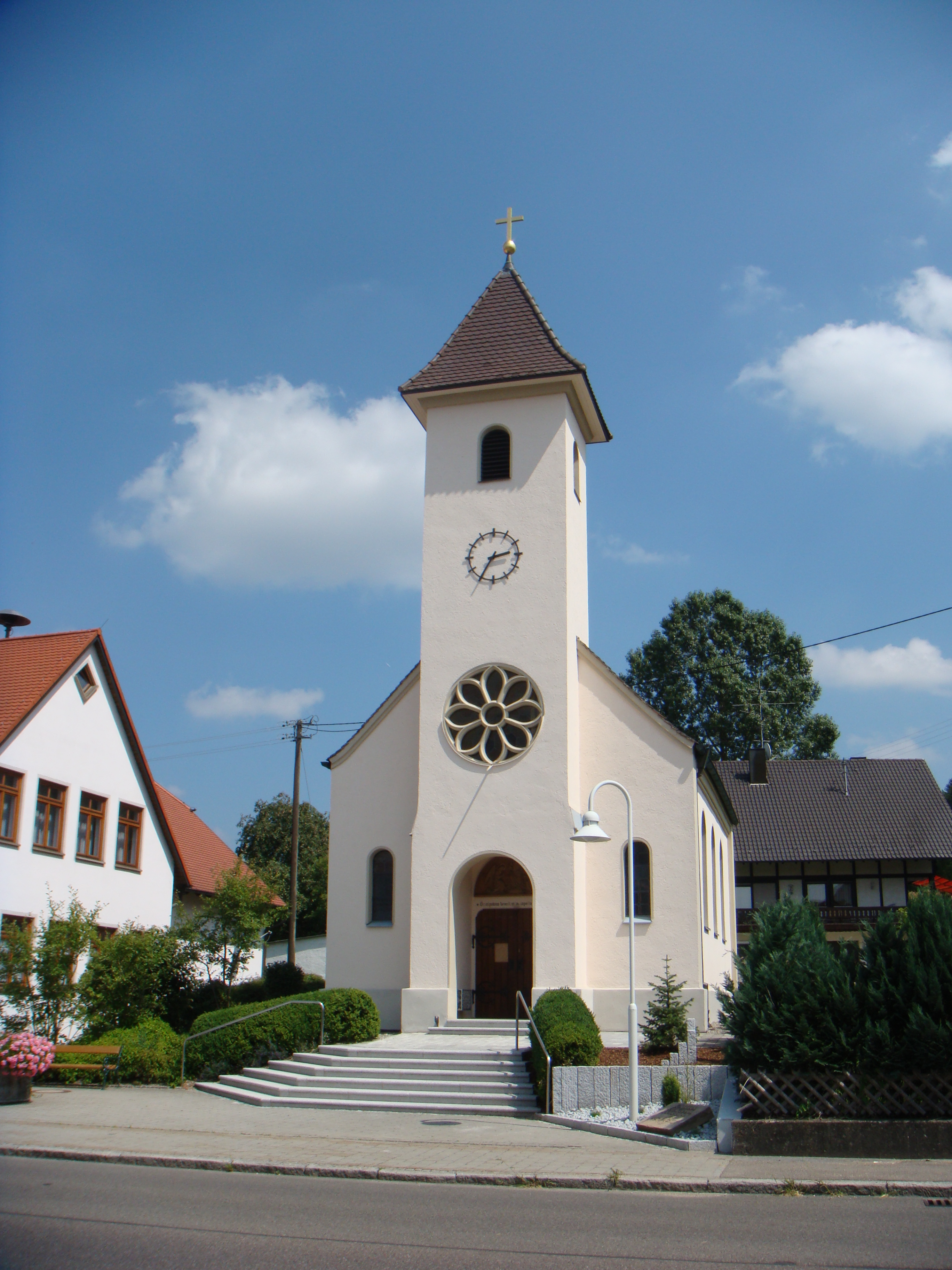
Die Wendelinuskapelle im Ortsteil Wangen
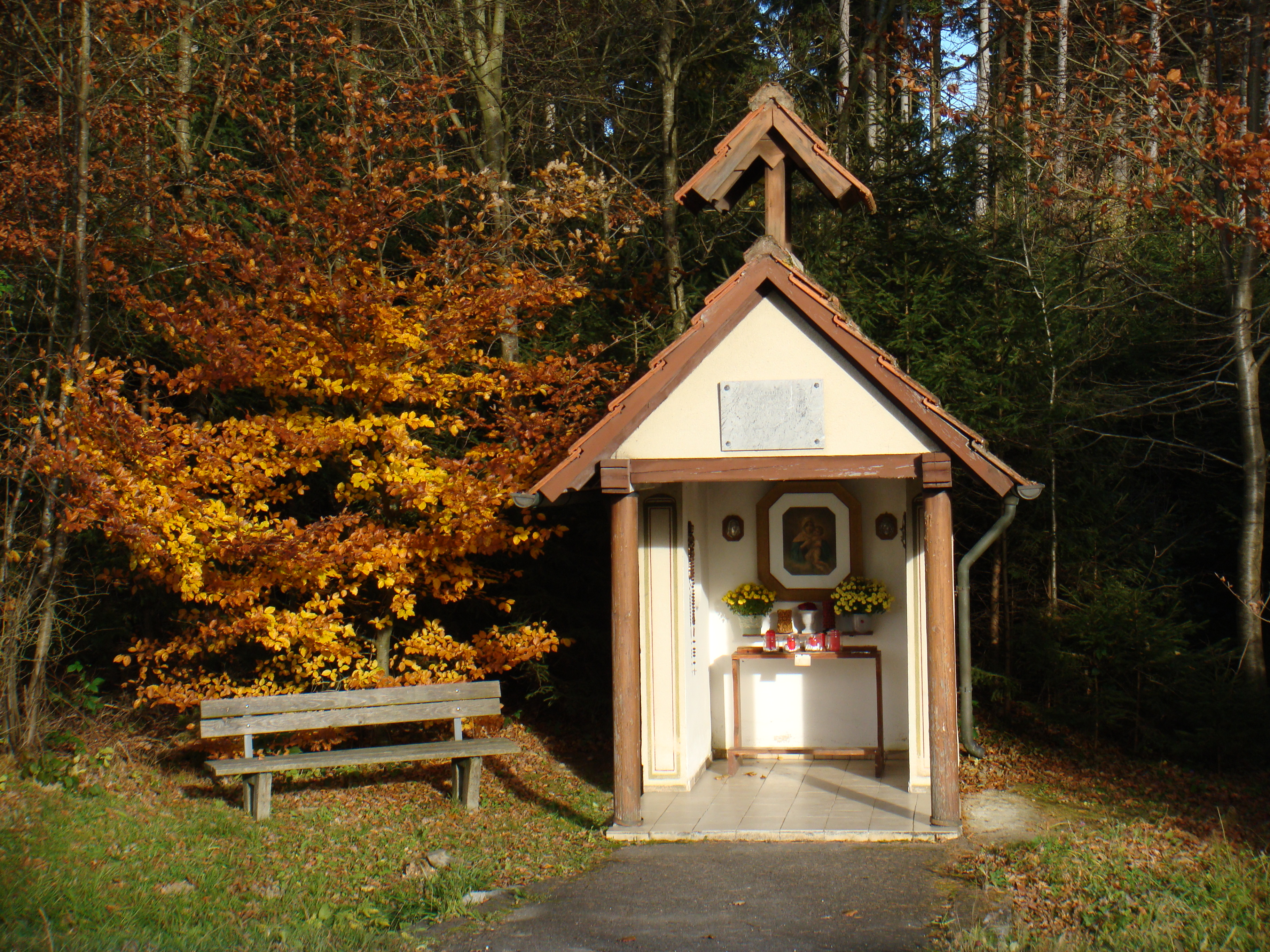
Waldkapelle an der Beurenstraße
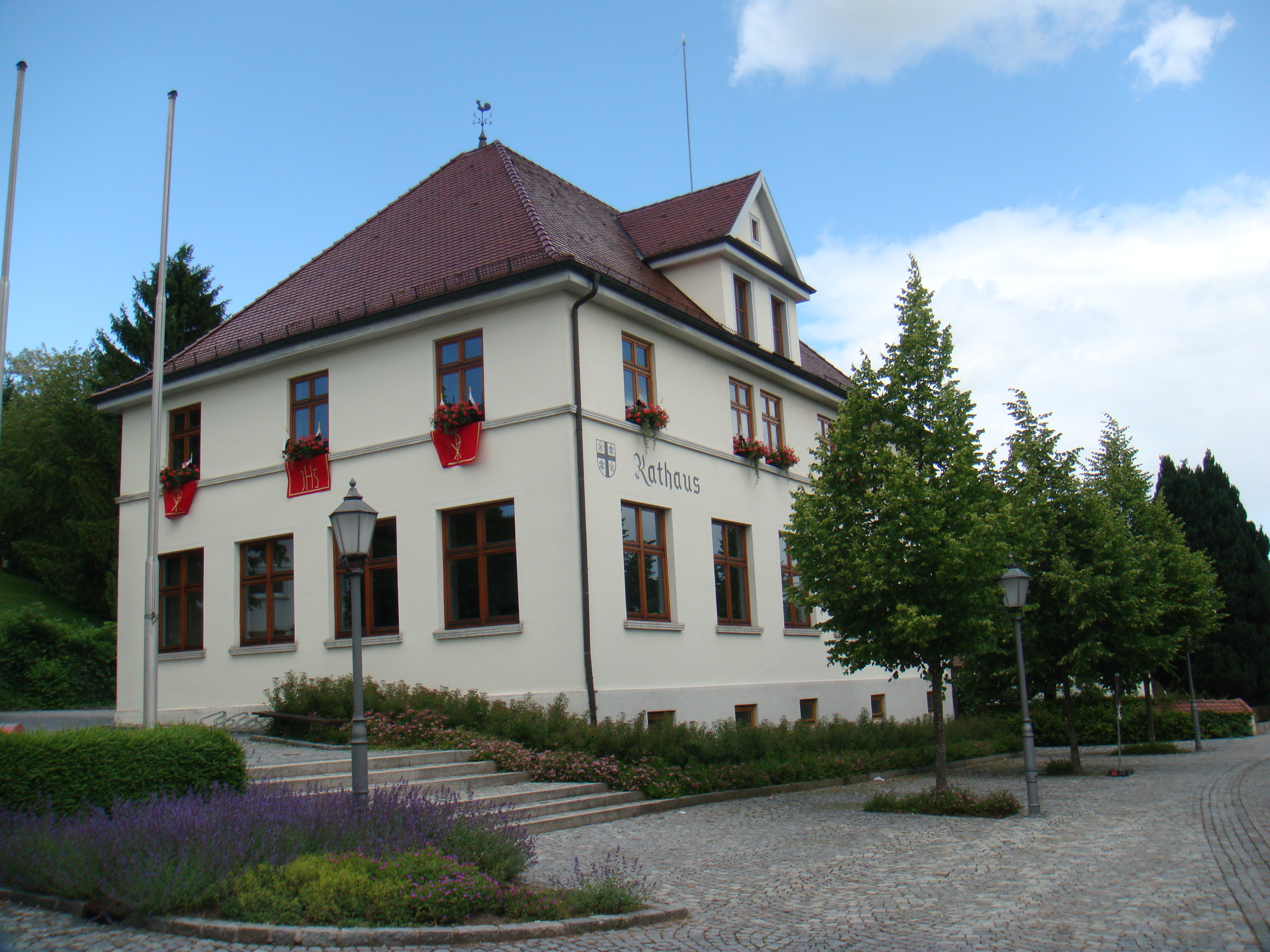
Rathaus

## Sport- und Kulturvereine
- Der Sportfreunde Illerrieden 1926 e. V., der hauptsächlich aus den Abteilungen Fußball, Leichtathletik, Turnen und Gymnastik besteht, wurde im Jahre 1926 als FV Sportfreunde Illerrieden gegründet und war zunächst ein reiner Fußballverein. Der Verein trägt seine Heimspiele im Iller-Stadion in Illerrieden aus, das rund 1000 Stehplätze bietet.
- Chöre Illerrieden e. V.
- Fischereigemeinschaft Illerrieden
- Fischereiverein Illerrieden
- Gewerbeverein Illerrieden e. V.
- GGC Illerrieden e. V.
- Golf Club Ulm e. V.
- Illertal-Bogner e. V.
- Kleingartengemeinschaft Illerrieden
- Kollektiv Seidel Racing e. V.
- Landwirtschaftlicher Ortsverein Illerrieden
- Musikverein Illerrieden
- Narrenzunft „Doradorfer Dorarobbfer e. V.“
- Schützenverein „Hubertus“ Illerrieden

## Bildung
Illerrieden verfügt über eine eigene Grund-, und Gemeinschaftsschule. Realschule und Gymnasium können in Vöhringen besucht werden. Außerdem gibt es einen Kindergarten vor Ort.

## Persönlichkeiten

### Ehrenbürger
- Geistlicher Rat Pfarrer Hans König
- Bürgermeister a. D. Franz Geisinger

### Im Ort geboren
- Heinrich Suso Brechter (1910–1975), Missionsbenediktiner, Erzabt von St. Ottilien 1957–1974